# UFC 296
UFC 296: Edwards vs. Covington（ユーエフシー・ツーナインティシックス：エドワーズ・バーサス・コヴィントン）は、アメリカ合衆国の総合格闘技団体「UFC」の大会の一つ。2023年12月16日、ネバダ州ラスベガスのT-モバイル・アリーナで開催された。

## 大会概要
本大会は王者レオン・エドワーズと挑戦者コルビー・コヴィントンによるUFC世界ウェルター級タイトルマッチ、王者アレッシャンドリ・パントージャと挑戦者ブランドン・ロイバルによるUFC世界フライ級タイトルマッチが組まれた。

## 試合結果

### アーリープレリム
第1試合 ヘビー級 5分3R
○  シャミル・ガジエフ vs.  マルティン・ブダイ ×
2R 0:56 TKO（スタンドパンチ連打）
第2試合 フェザー級 5分3R
○  アンドレ・フィリ vs.  ルーカス・アウメイダ ×
1R 3:32 TKO（右ストレート→パウンド）
第3試合 フライ級 5分3R
○  タギル・ウランベコフ vs.  コーディ・ダーデン ×
2R 4:25 リアネイキドチョーク

### プレリミナリーカード
第4試合 女子フライ級 5分3R
○  アリアネ・リプスキ vs.  ケイシー・オニール ×
2R 1:18 腕ひしぎ十字固め
第5試合 バンタム級 5分3R
○  コーディ・ガーブラント vs.  ブライアン・ケレハー ×
1R 3:42 KO（右ストレート）
第6試合 女子バンタム級 5分3R
○  アイリーン・アルダナ vs.  カロル・ロサ ×
3R終了 判定3-0（29-28、29-28、29-28）
第7試合 ライトヘビー級 5分3R
○  アロンゾ・メニフィールド vs.  ダスティン・ジャコビー ×
3R終了 判定3-0（29-28、29-28、29-28）

### メインカード
第8試合 フェザー級 5分3R
○  ジョシュ・エメット vs.  ブライス・ミッチェル ×
1R 1:57 KO（右フック）
第9試合 ライト級 5分3R
○  パディ・ピンブレット vs.  トニー・ファーガソン ×
3R終了 判定3-0（30-27、30-27、30-27）
第10試合 ウェルター級 5分3R
○  シャフカト・ラフモノフ vs.  スティーブン・トンプソン ×
2R 4:56 リアネイキドチョーク
第11試合 UFC世界フライ級タイトルマッチ 5分5R
○  アレッシャンドリ・パントージャ vs.  ブランドン・ロイバル ×
5R終了 判定3-0（50-45、50-45、49-46）
※パントージャが王座の初防衛に成功。
第12試合 UFC世界ウェルター級タイトルマッチ 5分5R
○  レオン・エドワーズ vs.  コルビー・コヴィントン ×
5R終了 判定3-0（49-46、49-46、49-46）
※エドワーズが2度目の王座防衛に成功。

### 各賞
ファイト・オブ・ザ・ナイト：アイリーン・アルダナ vs. カロル・ロサ
パフォーマンス・オブ・ザ・ナイト：ジョシュ・エメット、アリアネ・リプスキ、シャミル・ガジエフ
各選手にはボーナスとして5万ドルが授与された。

### カード変更
負傷などによるカードの変更は以下の通り。